# Dyschoroneura obsolescens
Dyschoroneura obsolescens är en fjärilsart som beskrevs av W. Warren 1894. Dyschoroneura obsolescens ingår i släktet Dyschoroneura och familjen mätare. Inga underarter finns listade i Catalogue of Life.